# 沙姆莱
沙姆莱（法語：Chamelet，法語發音：[ʃamlɛ]）是法国罗讷省的一个市镇，属于索恩河畔自由城区。

## 地理
沙姆莱（45°59'1"N, 4°30'35"E）面积14.43 平方千米，位于法国奥弗涅-罗讷-阿尔卑斯大区罗讷省，该省份为法国中东部省份，北起顺时针与索恩-卢瓦尔省、安省、里昂大都会、伊泽尔省和卢瓦尔省接壤。
与沙姆莱接壤的市镇（或旧市镇、城区）包括：尚博-阿利耶尔、莱特拉、迪耶姆、圣瑞斯特达夫赖。

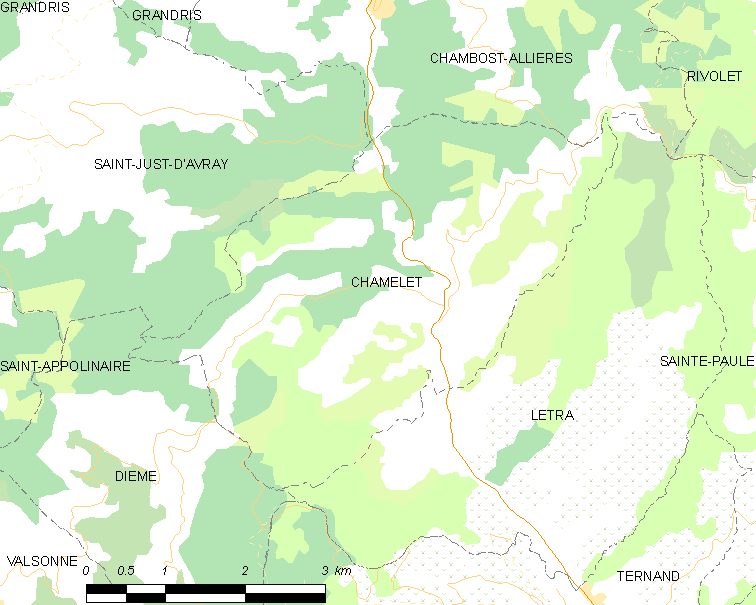
沙姆莱的OSM定位图

沙姆莱的时区为UTC+01:00、UTC+02:00（夏令时）。

## 行政
沙姆莱的邮政编码为69620，INSEE市镇编码为69039。

## 政治
沙姆莱所属的省级选区为瓦勒德万县。

## 人口

1962-2008年间沙姆莱人口变化图示

沙姆莱于2022年1月1日时的人口数量为703人。